# Второй Всебелорусский конгресс
Второй Всебелорусский конгресс (бел. Другі Усебеларускі кангрэс) — съезд представителей белорусских коллаборационистских организаций и других лиц, лояльных по отношению к немецким оккупационным властям, состоявшийся 27 июня 1944 года в Минске по инициативе Белорусской центральной рады (БЦР).
В рамках принятой делегатами резолюции Второй Всебелорусский конгресс провозгласил себя «полноправным и высшим представителем белорусского народа», выразив непризнание БССР как формы белорусской государственности и объявив неправомочными решения, касавшиеся белорусских территорий. Один из главных инициаторов созыва конгресса — Радослав Островский — был утверждён в должности главы БЦР.

## Организация
Идея проведения Второго Всебелорусского конгресса, который был задуман как преемник Первого Всебелорусского конгресса 1917 года, созрела в январе 1944 года, спустя несколько недель после реорганизации Белорусской рады доверия в Белорусскую центральную раду. В апреле того же года члены БЦР начали основательную подготовку этого мероприятия: был создан организационный комитет, разработаны основополагающие документы, по округам разосланы директивы, касающиеся методики избрания делегатов на форум.

## Заседание
Заседание конгресса проходило в здании городского театра, где размещалась ставка центральной рады. В день заседания вход в театр был украшен «Погоней» и бело-красно-белыми флагами. В целях безопасности он охранялся членами Белорусской краевой обороны.
В качестве делегатов съезда выступили 1039 человек со всех оккупированных немцами белорусских территорий. Наибольшей численностью располагали делегации Минска (201 чел.) и Минского округа (115 чел.), а также Барановичского (155 чел.), Глубокского (105 чел.), Вилейского (65 чел.) округов. Для участия в конгрессе прибыли также представители Могилёва, Гомеля, Витебска, а также Смоленска и Брянска, уже освобождённых советскими войсками; делегаты из Вильнюса, Риги, Кёнигсберга, Варшавы и Берлина.
Председателем (Президентом) конгресса съезд единогласно избирает Ефима Кипеля. В Президиум съезда избираются в качестве заместителей Председателя инженер Иван Косяк и бывший сенатор сейма Польской республики Василь Рогуля; в качестве секретарей – Леонид Голяк и «господин Бранавицкий / гасп. Бранавiцкi».
В повестку дня Конгресса вносятся:
а) Отчет Президента Белорусской Центральной Рады, профессора Радослава Островского о деятельности Рады;
б) Выборы мандатной и резолюционной комиссий;
в) Доклад об аннулировании советских и польских договоров, касающихся Белоруссии (докладчик господин Шкелёнок) ;
г) Отчет мандатной комиссии;
д) Доклад о разрыве с большевистской Москвой
е) Принятие резолюций и заключительные речи. Конгресс открывается вступительным словом Е. Кипеля. Главным моментом в его речи является утверждение исторической преемственности между Первым (1917 года) и нынешним, Вторым Всебелорусским конгрессом. 
«Первый раз белорусский народ имел возможность свободно собраться здесь в Минске, в этом здании 26 лет тому назад... – говорит Кипель. – На протяжении 26 лет наш Конгресс обливали не только помоями и грязью, но и кровью лучших сыновей нашего народа. Однако своими подлыми и грязными действиями большевики не сумели свести на нет решения Первого Всебелорусского конгресса. Эти решения сохраняют силу до сегодняшнего дня и объединяют вокруг себя все лучшее, что есть в белорусской нации. В период своего господства в Белоруссии большевики тоже собирали так называемые всебелорусские съезды. На этих съездах сами белорусы были представлены в небольшом количестве по сравнению с их долей в населении республики. Большевистские съезды не занимались решением национальных проблем, а служили лишь ширмой политики, направленной на уничтожение всего самобытного. Поэтому мы считаем, что всенародных (общенациональных) съездов было только два: первый – в 1917 году и второй – это наш съезд, и мы называем их конгрессами. Вспомнив о Первом Всебелорусском конгрессе, мы должны вспомнить и назвать имена тех людей, кто готовил и созывал этот Конгресс, кто претворял в жизнь его решения. Это истинные сыновья нашей Отчизны. В их ряду – Иосиф Лесик, Вацлав Ластовский, Рак-Михайловский,  Ян Середа,  Иосиф Сушинский, Василевич, Тарашкевич, Вацлав Ивановский и много, много других. Их уже нет среди живых, их большевики или замучили в тюрьмах, на каторге, или убили из-за угла». 
По предложению Председателя делегаты съезда встают, чтобы почтить их память минутой молчания.
«Будем же и мы, – говорит далее Кипель, – такими же самоотверженными и мудрыми, как те, что созывали Первый съезд. Будем помнить о том, что наш враг стал еще более лютым, еще более подлым. Он не пренебрегает никакими средствами для достижения своих целей, и это требует от нас особенной объективности, особенной осторожности и умеренности при решении наших национальных проблем. Я заклинаю всех вас и каждого в отдельности принять активное участие в решении стоящих перед нами задач. При доброй воле и искреннем стремлении мы сможем принять такие решения, которые помогут нашему народу выйти из недоли и горя на путь свободы, ведущий к светлому будущему». Зал встретил эти слова громом аплодисментов.
Значительную часть делегатов конгресса составляли бургомистры, начальники полиции, члены БКА (Григорий Зыбайло) и БЦР и других коллаборационистских организаций, однако были среди них и такие известные личности, как поэтессы Наталья Арсеньева и Лариса Гениюш, писатели Фёдор Ильяшевич и Юрка Витьбич, директор Виленской белорусской гимназии Франтишек Гришкевич, историк и лингвист Ян Станкевич, участник Слуцкого восстания Антон Сокол-Кутыловский, общественные деятели Константин Езовитов и Фабиан Яремич, бургомистр Березинской волости Шукан Александр Константинович (с декабря 1941 года до июля 1944 года) , 1898 года рождения, уроженец деревни Боровино и другие. По профессиональной принадлежности 276 делегатов были учителями, 245 — крестьянами, 234 — служащими, 142 — рабочими. Высшее образование имели 217 человек, среднее — 496. Председателем конгресса был избран педагог и общественный деятель Ефим Кипель, заместителями председателя — Иван Косяк и Василий Рогуля.
Как и предлагалось, участники конгресса признавали его преемственность по отношению к Первому Всебелорусскому конгрессу. С учётом этого некоторые делегаты последнего — учительница Елена Поворотная, Фабиан Яремич, Константин Езовитов, Ян Станкевич — на сей раз были приглашены в состав президиума конгресса.
С приветственной речью в адрес делегатов съезда выступил генеральный комиссар Белоруссии Курт фон Готтберг; его примеру последовали выступавшие перед конгрессом члены Белорусской краевой обороны, Службы порядка, Союза белорусской молодёжи, а также представители православного, католического, баптистского духовенств. Вслед за ними трибуну занял глава БЦР Радослав Островский, выступивший с составленным им отчётом о работе, проделанной радой, прежде всего, в сфере образования, культуры и науки. В конце выступления он объявил о добровольном сложении с себя полномочий председателя рады, однако делегаты конгресса выступили против его отставки, утвердив Островского в занимаемой им должности и объявив Белорусскую центральную раду единственным правомочным представительством белорусского народа.
В своих речах делегаты, бравшие слово в ходе заседания конгресса, выступали за признание съездом нелегитимности всех советско-польских соглашений, касавшихся белорусских территорий, включая Рижский договор 1921 года и постановление белостокского народного схода 1939 года. С такой инициативой к участникам конгресса обратился, в частности, вице-президент БЦР Николай Шкелёнок, зачитавший доклад «О признании неправомочными постановлений правительства СССР и бывшей Польши, касающихся Беларуси, её территории и народа». Данную позицию поддержал и Евгений Колубович, объявивший, что «всякий голос Москвы в белорусских делах должен считаться правительствами и народами всех стран не имеющим никакой правовой силы, а образуемые Москвой якобы белорусские правительства — никаких правовых компетенций».
В завершение заседания делегаты единогласно приняли резолюцию Второго Всебелорусского конгресса, которая подтверждала восстановление  провозглашённой 25 марта 1918 года Белорусской Народной Республики, а Белорусскую центральную раду объявляла правопреемницей Рады БНР.
Главный постулат Конгресса четко выразил в своем выступлении генерал Константин Езовитов (Канстанцiн Езавiтау) – делегат от белорусов Латвии, один из немногих уцелевших к 1944 году делегатов еще Первого Всебелорусского конгресса: «В нынешний момент полностью выкристаллизовалась единое стремление всех белорусов к тому, чтобы Белоруссия стала свободным независимым государством, и никакие прежде заключенные и новые договора не сломят этой воли народа»
Конгресс единогласно принял резолюцию, в которой говорилось:
1. Считать правильным и вновь подтвердить историческое постановление Рады (Совета) Белорусской Народной Республики, которая, руководствуясь Постановлением Первого Всебелорусского конгресса 1917 года, на своем собрании 25 марта 1918 года приняла решение об окончательном разрыве с большевистской Москвой и российским государством в любых его формах.
2. Подтвердить, что белорусский народ никогда не признавал, и ныне не признает, и никогда не признает в будущем за форму белорусской государственности навязанную ему московскими захватчиками форму Белорусской ССР. 
3. Оповестить все правительства и народы мира, что голос Москвы и СССР в белорусских делах не имеет никакой юридической силы, а все созданные Москвой якобы белорусские правительства не имеют никаких юридических прав и компетенций, ибо на признаются белорусским народом.
Главным пунктом в этой резолюции было решение «о разрыве с большевистской Москвой», с учетом того, что конгресс проводился 27 июня 1944 года, во время наступления красной армии на Минск.

«Большевистская Москва, – говорил в своем докладе на съезде вице-президент ЦБР магистр Шкелёнок, – во все горло кричит, что Белоруссия – это неотделимая частица великой державы, которая называется СССР, и ссылается при этом на свои постановления и договоры, выдавая их, разумеется, за акты волеизъявления белорусского народа. На этом основании она именует себя «законным хозяином» белорусской земли и уже назначает палачей – всяких Пономаренко, которые будут расправляться с нашим народом. Мы знаем, что цинизм и наглость большевистской Москвы не знают границ, и все же мы хотели бы у нее спросить:
Не тот ли это «законный хозяин», который «для блага белорусского народа» приказал своим советско-коммунистическим бандитам разогнать Первый Всебелорусский конгресс 1917 года и уничтожить белорусскую независимость? Не тот ли это «законный хозяин», который, опять же «для блага белорусского народа», замучил и погубил 1.800.000 лучших белорусских крестьян и рабочих, уничтожил десятки тысяч представителей белорусской интеллигенции, разрушил, превратив в руины, белорусскую экономику, довел край до полной нищеты? Не тот ли это хозяин, который систематически уничтожал наиболее ценные памятники нашей культуры, наши церкви и костелы, отравляя души наших детей сатанинской советско-большевистской моралью, опять же «для блага белорусского народа»?
Во время работы конгресса Красная армия уже подходила к Минску, поэтому воплотить задуманное в жизнь не удалось. Через несколько дней после окончания съезда немцы начали эвакуацию из города, и члены Белорусской центральной рады и остальных коллаборационистских организаций, в том числе многие делегаты недавнего конгресса, были эвакуированы в Кёнигсберг, а затем в Берлин.